# أليوت رويز
أليوت رويز (بالإنجليزية: Elliot Ruiz)‏ هو ممثل أمريكي، ولد في 1985 بفيلادلفيا في الولايات المتحدة. من الجوائز التي نالها وسام القلب الأرجواني.

## أعمال

### أفلام
- (2007) معركة من اجل حديثة

## جوائز
- وسام القلب الأرجواني

## وصلات خارجية
- أليوت رويز على موقع IMDb (الإنجليزية)
- أليوت رويز على موقع ألو سيني (الفرنسية)
- أليوت رويز على موقع أول موفي (الإنجليزية)
- أليوت رويز على موقع قاعدة بيانات الأفلام السويدية (السويدية)
- أليوت رويز على موقع قاعدة بيانات الفيلم (الإنجليزية)